# Carlos Vives
Carlos Alberto Vives Restrepo (Santa Marta, 7 agosto 1961) è un cantautore, chitarrista, pianista e attore colombiano, vincitore di un Grammy Award e di tre Latin Grammy Award.

## Biografia
Carlos Vives nasce nel 1961 a Santa Marta (Colombia) dove trascorre i primi 12 anni di vita. A quell'età lui e la sua famiglia si trasferiscono a Bogotà in cerca di miglior vita. Inizia a studiare pubblicità all'università Jorge Tadeo Lozano; parallelamente comincia la sua passione per il rock e inizia a suonare nei bar e nei caffè della città, senza dimenticare le sue origini caraibiche. Nello stesso periodo inizia la sua carriera di attore che lo porta a interpretare da protagonista la telenovela Gallito Ramírez per la quale viene ancora ricordato in Colombia. La telenovela è la storia di un pugile colombiano che si innamora di una ricca ragazza, interpretata da quella che in seguito diventa la sua prima moglie, Margarita Rosa de Francisco.

Ha partecipato allo spettacolo per ragazzi della tv colombiana Pequeños Gigantes e ha recitato in altre telenovele come Tuyo es mi corazon e Loca Pasión.

Nel 1989 gli è stata offerta una parte da attore in Porto Rico che ha segnato un'interruzione della sua carriera di cantante. Qui viene ricordato per i suoi ruoli da protagonista nelle telenovele La Otra e Aventurera. Si sposa per la seconda volta, con Herlinda Gómez, da cui divorzierà.
Nel 1991 la svolta della sua vita. Al ritorno in Colombia gli viene offerta la parte da protagonista nella serie basata su Rafael Escalona, compositore musicale di genere vallenato, chiamata ovviamente Escalona. Nella serie canta le canzoni di Escalona reinterpretando il genere e mescolandolo con rock, pop e fondendolo con altri ritmi etnici dei Caraibi colombiani, cosa che scandalizza i puristi del genere vallenato.

Nel 1993 pubblica "Clásicos de la Provincia", che si rivela un classico senza tempo nella musica colombiana e latino americana, lanciando il vallenato nello scenario mondiale.
Successivamente escono "La Tierra del Olvido" (1995), "Tengo Fe" (1997), "El Amor de mi Tierra" (1999), "Déjame Entrar" (2001) and "El Rock de mi Pueblo" (2004) che pur non eguagliando il primo successo affermano definitivamente la maturità del cantante.

Attualmente è impegnato in una relazione sentimentale con Claudia Elena Vásquez, ingegnere chimico ed ex Miss Colombia. Ha due figli dal matrimonio con Herlinda Gómez.
Il 28 luglio 2017, Carlos Vives presenta il nuovo singolo Robarte a Beso, con Sebastián Yatra, raggiunge i primi posti nelle classifiche mondiali e raggiunge un totale di 1,3 miliardi di visualizzazioni sul suo canale VEVO su YouTube. Sarà presentato al Festival Viña del Mar 2018 in Cile, che sorprenderà ChocQuibTown, Sebastián Yatra e Wisin. Scriverà la canzone del festival di Vallenato intitolata El Sombrero de Alejo, in cui canterà con diverse icone del vallenato colombiano, come Poncho Zuleta, Felipe Peláez, Peter Manjarrés, Jorge Oñate, Iván Villazón, Jorge Celedón e Silvestre Dangond.
Vive tra Miami e la Colombia, principalmente Santa Marta e Bogotà.

## Discografia
- Por Fuera y Por Dentro (1986)
- No Podrás Escapar de Mí (1987)
- Al Centro de la Ciudad (1989)
- Escalona: Un Canto a la Vida (1991)
- Escalona: Vol. 2 (1992)
- Clásicos de la Provincia (1993)
- La Tierra del Olvido (1995)
- Tengo Fe (1997)
- El Amor de Mi Tierra (1999)
- Déjame Entrar (2001)
- Canta Los Clasicos Del Vallenato (2002)
- El Rock de Mi Pueblo (2004)
- Romántico (2005)
- Clásicos de la Provincia II (2009)
- Corazón Profundo (2013)
- Más + Corazón Profundo (2014)

## Filmografia
- Pequeños gigantes (1980's) - show
- David Copperfield (1983) - miniserie
- Tuyo es mi corazón (1985) - telenovela
- Gallito Ramírez (1986) - telenovela
- LP loca pasión (1989) - telenovela
- Escalona (1992) - serie televisiva
- La mujer doble (1992) - telenovela
- La strategia della lumaca (1993) - film
- La Tele (1995) - serie televisiva
- Encanto (2021) - film